# Kaméleon csillagkép
A Kaméleon (latin: Chamaeleon) egy csillagkép.

## Története, mitológia
A Kaméleon azon csillagképek egyike, amelyeket Petrus Plancius holland teológus és csillagász vezetett be Pieter Dirkszoon Keyser holland hajós és Frederick de Houtman (vagy Frederik de Houtman) utazó megfigyelései alapján. Először egy 35 cm átmérőjű éggömbön Plancius és Jodocus Hondius tette közzé 1597-ben vagy 1598-ban Amszterdamban. Csillagatlaszban először 1603-ban jelent meg Johann Bayer Uranometriájában. A csillagkép egy rejtőzködő gyíkot ábrázol.

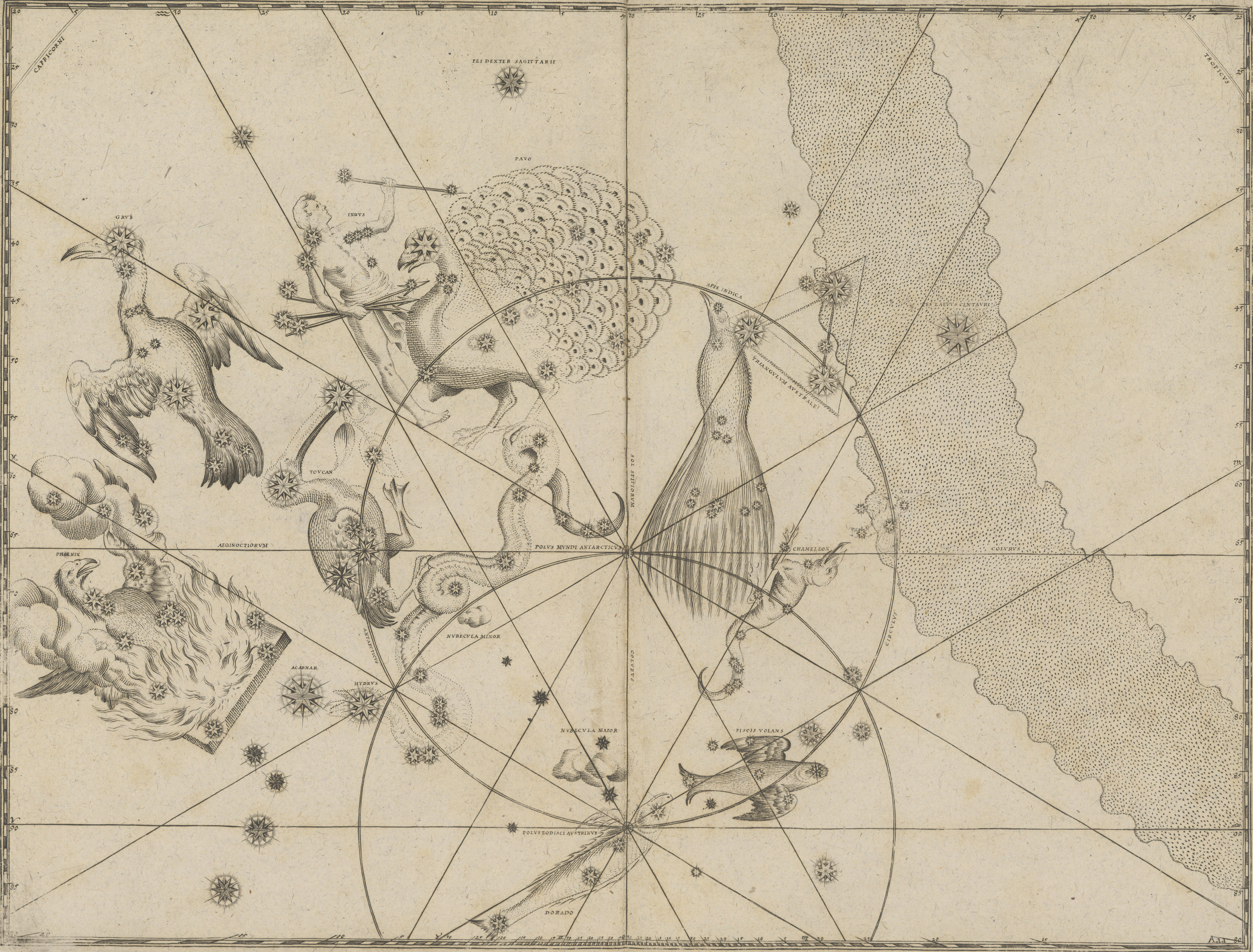
A Kaméleon csillagkép

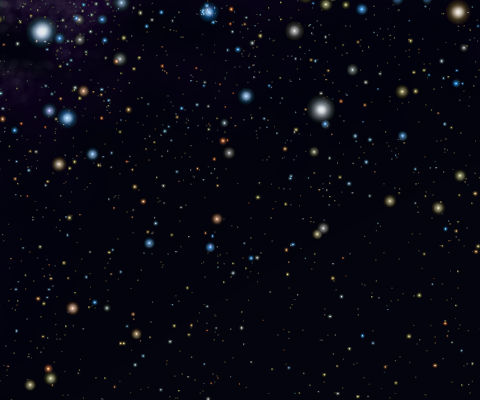
A Kaméleon csillagkép

## Csillagok
Kicsiny, halvány csillagkép a Déli Pólus közelében, a legfényesebb csillagai 4 magnitúdósak.
- α Chamaeleontis: mintegy 63 fényévre lévő kék színű csillag, a látszólagos fényessége 4 magnitúdó.
- δ Chamaeleontis: 360 fényév távolságra lévő, egy negyedrendű kék és egy ötödrendű narancssárga színű komponensből álló, látcsővel is felbontható tág kettőscsillag.

## Mélyégobjektumok
A csillagképben sok molekuláris felhő található (a Chamaeleon-i sötét felhők), ezek kis tömegű, T Tauri csillagokból állnak. A felhő-komplexum, amelyet gáz és por alkot, mintegy 400-600 fényévre van a Földtől, az össztömege több tízezerszerese a Nap tömegének. A legkiemelkedőbb halmaz a Chameleon I., amelyet T Tauri- és B típusú, fiatal csillagok alkotnak.
1999-ben egy nyílthalmazt fedeztek fel az η Chamaeleontis csillag közelében, Eta Chamaeleontis halmaznak vagy Mamajek 1-nek hívják, 8 millió éves, és 316 fényévre van a Földtől.
- NGC 3195, planetáris köd

## További információ
- 78.08 The eta Chamaeleontis… (Aas.org) (angolul)

## Fordítás
- Ez a szócikk részben vagy egészben  a    Chamaeleon című angol Wikipédia-szócikk fordításán alapul.  Az eredeti cikk szerkesztőit annak laptörténete sorolja fel. Ez a jelzés csupán a megfogalmazás eredetét és a szerzői jogokat jelzi, nem szolgál a cikkben szereplő információk forrásmegjelöléseként.